# Hypena olivaceorufa
Hypena olivaceorufa là một loài bướm đêm trong họ Erebidae.